# Maszahasi Andó
Maszahasi Andó (アンドウ マサハシ; az angol változatban: Ando Masahashi) kitalált szereplő a Hősök (Heroes) című televíziósorozatban, akit James Kyson Lee alakít. Tokiói programozó, különleges képességgel ő is rendelkezik. Nakamura Hiro munkatársa, legjobb és talán egyetlen barátja.
|  | Alább a cselekmény részletei következnek! |

Hiro neki számol be először arról, hogy képes elhajlítani a tér-idő kontinuumot. Ando elsőre nem igazán hiszi el barátja történeteit, ám később segíti fogja Hiro „küldetésének” végrehajtását.  Ha úgy tűnik, Hiro minden reményét és bizalmát elveszíti a feladata iránt, Ando önt lelket barátjába.